# Guerra d'Itàlia (1494-1498)
La Guerra d'Itàlia de 1494, de vegades també anomenada Primera guerra italiana, va ser la fase inicial de les Guerres d'Itàlia. La guerra va enfrontar Carles VIII de França, inicialment amb el suport del ducat de Milà, contra el Sacre Imperi Romanogermànic, la Monarquia Catòlica i una aliança de potències italianes liderades pel papa Alexandre VI.

## Preludi
El papa Innocenci VIII, en conflicte amb el rei Ferran I de Nàpols per la seva negativa a pagar els drets feudals al papat, el va excomunicar i destituir amb una butlla de l'11 de setembre de 1489. Innocenci va oferir llavors el Regne de Nàpols a Carles VIII de França, que tenia un reclam remot al tron perquè el seu avi, Carles VII, rei de França, s'havia casat amb Maria d'Anjou de la dinastia Angevina, la família que va governar a Nàpols fins al 1442. Innocenci va acabar resolent la disputa amb Ferran i va revocar les prohibicions abans de morir el 1492, però l'oferiment a Carles va ser una poma de la discòrdia en la política italiana. Ferran va morir el 25 de gener de 1494 i fou succeït pel seu fill Alfons II.

## Invasió francesa

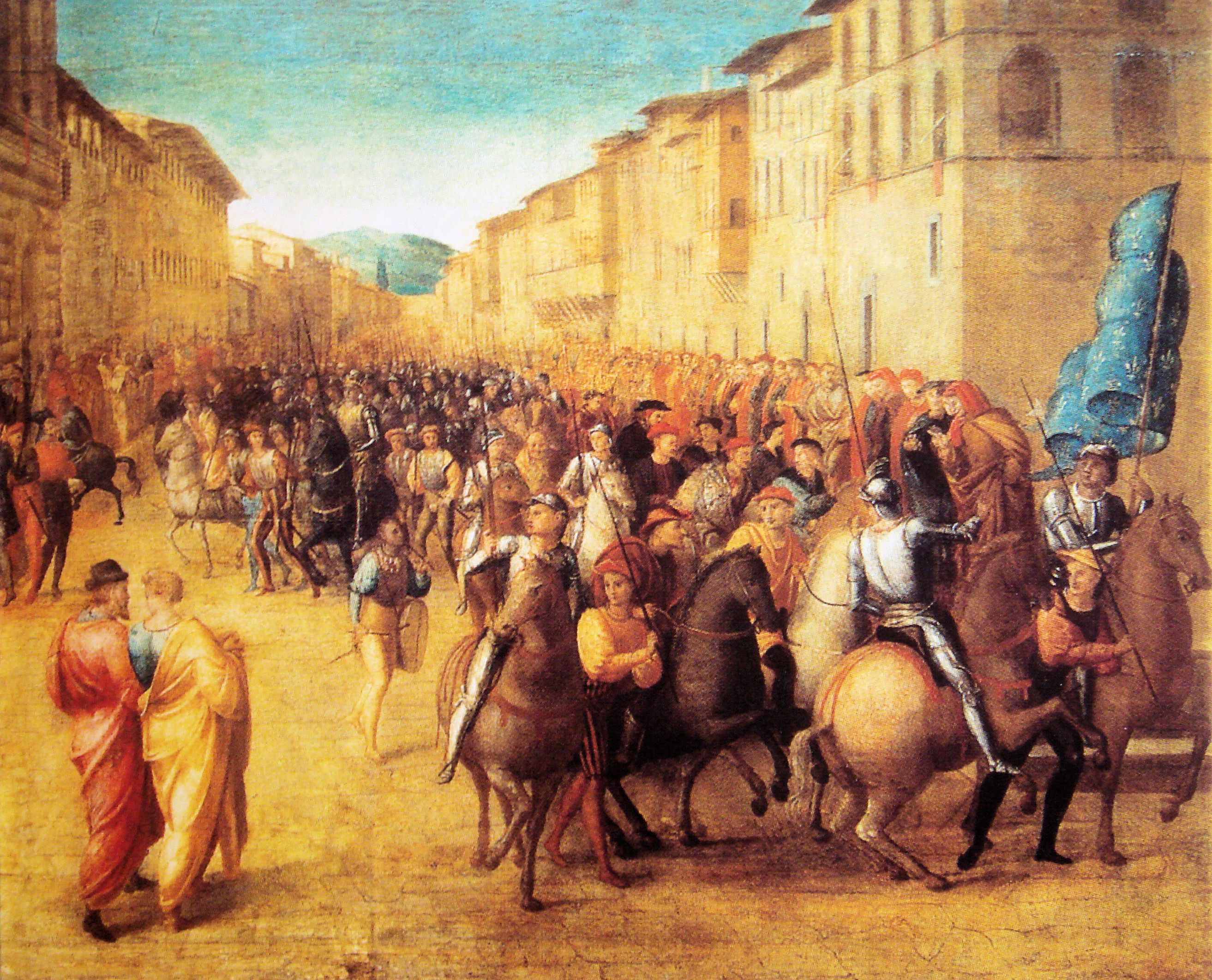
Les tropes franceses sota Carles VIII entrant a Florència el 17 de novembre de 1494, de Francesco Granacci

L'octubre de 1494, Lluís Maria Sforza, que havia controlat durant anys el ducat de Milà, finalment va procurar el títol ducal després de proporcionar un dot fins llavors inèdit a la seva neboda, que es casaria amb l'emperador del Sacre Imperi Romanogermànic, Maximilià. Alfons II ho va disputar immediatament, en tenir un reclam sobre Milà. Lluís Maria va decidir eliminar l'amenaça incitant a Carles perquè acceptés l'oferta d'Innocenci. Carles també va rebre encoratjaments del seu favorit, Étienne de Vesc, així com del cardenal Giuliano della Rovere, el futur papa Juli II, que esperava tancar la qüestió amb el papa Alexandre VI.
Carles VIII va reunir un exèrcit de 25.000 soldats, incloent-hi 8.000 mercenaris suïssos i el primer equipament de setge que tenia artilleria, i va envair la península Itàlica. Va rebre el suport de Lluís d'Orleans, que va vèncer les forces napolitanes a la batalla de Rapallo i va permetre l'avenç de l'exèrcit de Carles fins a la República de Gènova. El 19 d'octubre, un contingent de l'exèrcit va assetjar la fortalesa de Mordano. Després de rebutjar rendir-se, van bombardejar la fortalesa, presa per les forces de Milà i França, i van massacrar els habitants que havien sobreviscut.
L'arribada de l'exèrcit de Carles a fora de Florència a mitjans de novembre de 1494 va escampar la por de saquejos i violacions. Pere II de Mèdici va portar els florentins a l'exili i va establir un govern republicà. Bernardo Rucellai i altres membres de l'oligarquia de Florència van actuar com a ambaixadors per negociar un acord pacífic amb Carles.
Finalment, els francesos van arribar a Nàpols el febrer de 1495, capturant-la sense cap setge o batalla. Carles va romandre a Nàpols durant diverses setmanes, però el 20 de maig de 1495, amb la recentment formada Lliga de Venècia amenaçant interrompre el seu retorn a través del nord d'Itàlia, Carles va marxar de Nàpols per retornar a França. Carles va deixar Gilbert de Montpensier a Nàpols com a virrei, juntament amb una guarnició substancial de soldats armats.
Els estats italians, però, van adonar-se ràpidament del perill que suposava una monarquia estrangera per la seva autonomia, i el març de 1495 van acordar crear una aliança coneguda com a Lliga de Venècia. Després que Ferran el Catòlic recuperés Nàpols, amb l'ajuda dels seus parents amb qui havia buscat asil a Sicília, l'exèrcit de la Lliga va seguir la retirada de Carles cap al nord a través de Roma, que el papa Alexandre VI havia abandonat als francesos el 27 de maig de 1495.

## Lliga de Venècia

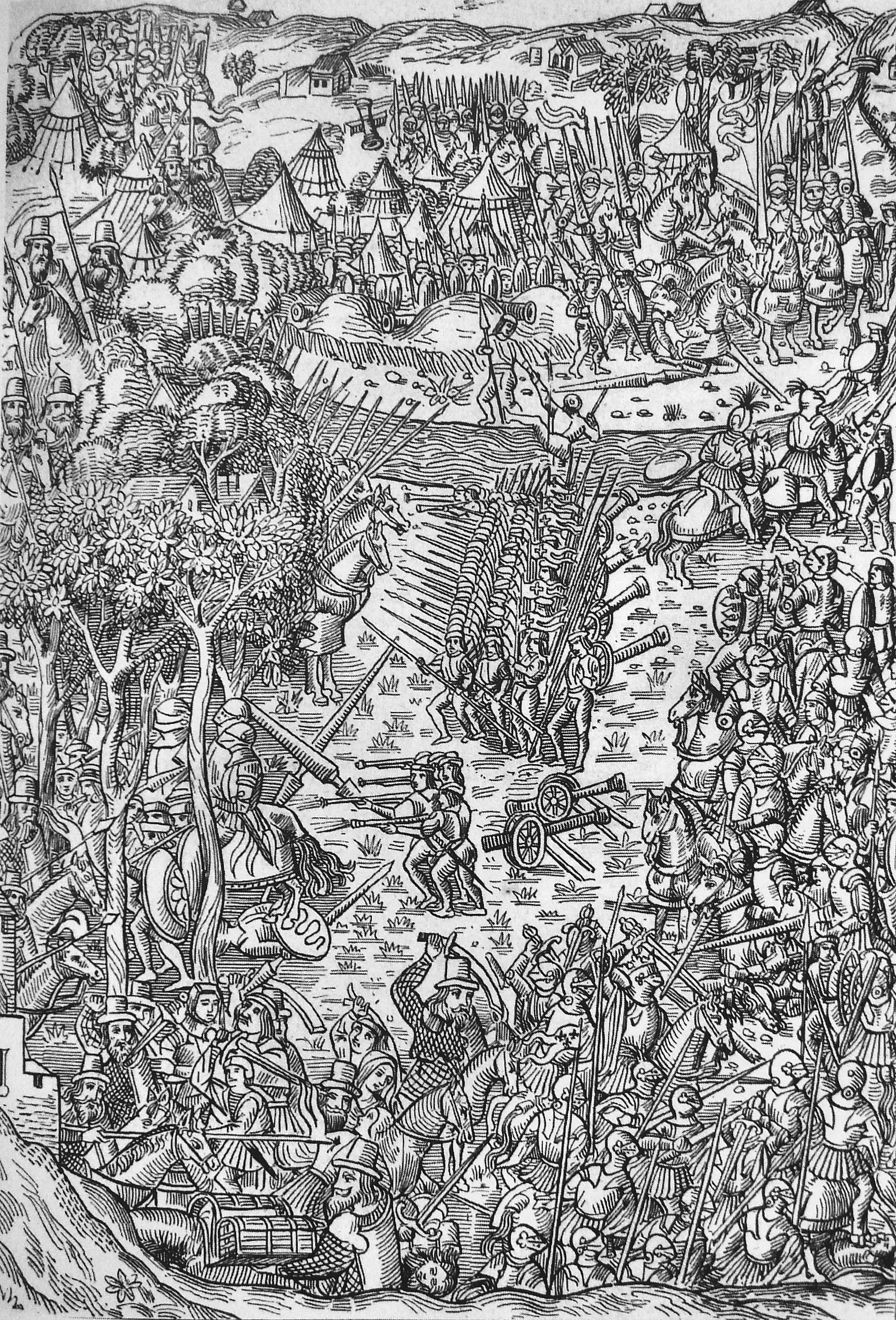
Batalla de Fornovo, 6 de juliol de 1495.

La velocitat de l'avanç dels francesos, juntament amb la brutalitat del seu saqueig de Mordano, va deixar en xoc la resta d'estats d'Itàlia. Lluís Maria Sforza, conscient que Carles tenia un reclam a Milà i a Nàpols, i probablement no se satisfaria només amb l'annexió de Nàpols, va dirigir-se al papa Alexandre VI, implicat en el seu joc de poder amb França i diversos estats italians pels seus intents d'aconseguir feus seculars pels seus fills. El papa va aliar-se amb diversos oponents de l'hegemonia francesa a Itàlia: ell mateix; Ferran el Catòlic, també rei de Sicília; l'emperador Maximilià I; Lluís Maria a Milà; i la República de Venècia. El motiu ostensible de Venècia per unir-se a la lliga era oposar-se a l'Imperi Otomà, si bé l'objectiu era de fet l'expulsió dels francesos d'Itàlia. Aquesta aliança, proclamada el 31 de març de 1495, va rebre el nom de Lliga de Venècia. Anglaterra va unir-s'hi el 1496. La lliga és la primera unió d'estats europeus contra un enemic comú.
La lliga va reunir un exèrcit sota el condottiero Francesc II Gonzaga, marquès de Màntua. La Lliga de Venècia, que incloïa la major part de ciutats estat del nord d'Itàlia, va amenaçar d'interrompre la ruta terrestre del rei Carles per retornar a França. Carles VIII, que no volia romandre atrapat a Nàpols, va marxar cap al nord a Llombardia el 20 de maig de 1495. Allà va topar amb la Lliga a la batalla de Fornovo el 6 de juliol. En acabar la batalla, tots dos bàndols van proclamar-se'n vencedors. Tanmateix, malgrat la seva superioritat numèrica, la Lliga va patir el doble de pèrdues dels francesos. Carles va poder marxar cap a França i la Lliga no el va poder aturar, però va perdre gairebé tots el botí de la campanya a Itàlia. Així, la batalla va acabar en una victòria pírrica francesa. Carles VII va morir l'abril de 1498, sense haver pogut reagrupar les forces i retornar a Itàlia.

## El front de Calàbria

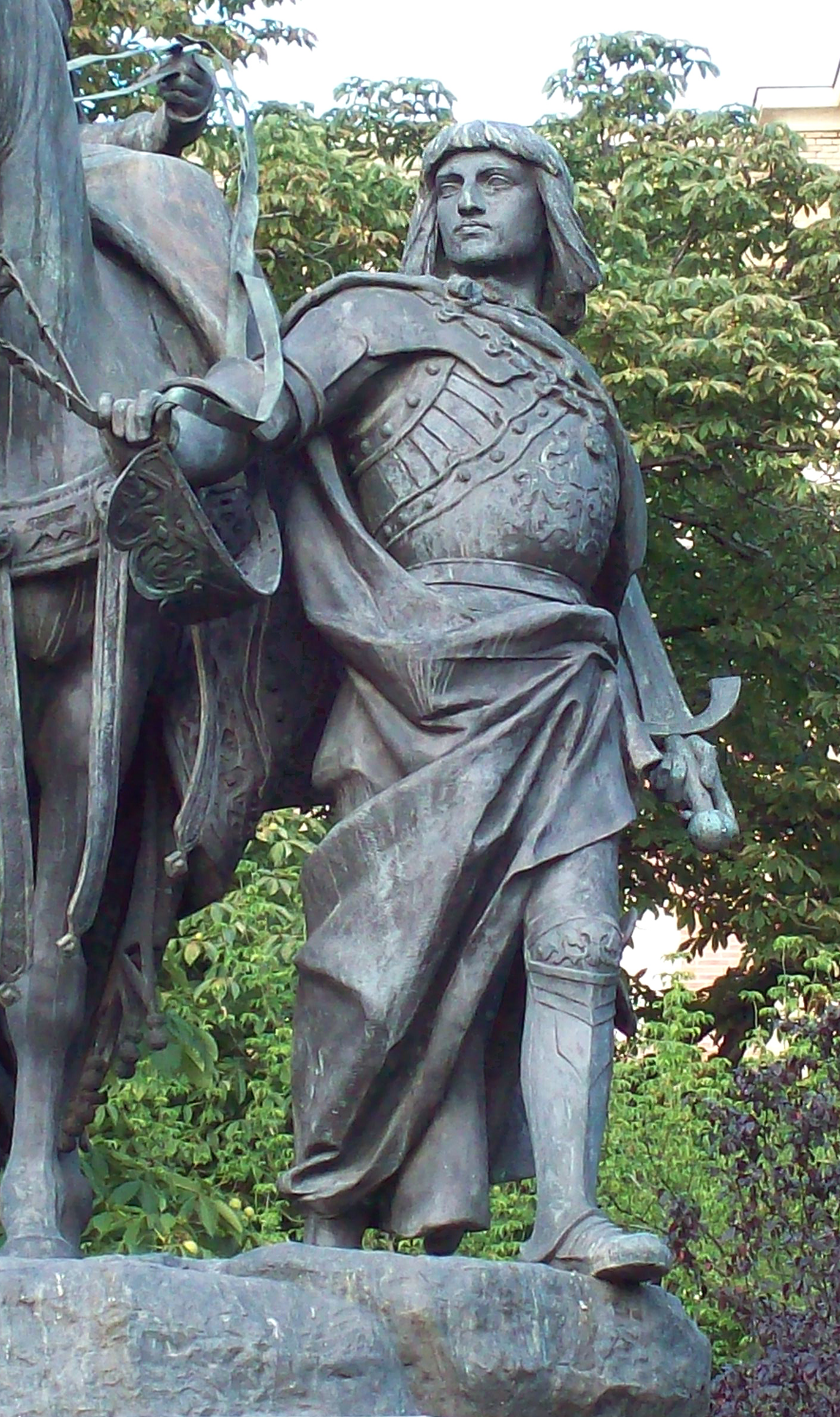
Estàtua del Gran Capità a Madrid (M. Oms, 1883).

Els Reis Catòlics van decidir l'abril del 95 enviar un exèrcit expedicionari a Nàpols, i van triar com a comandant del mateix a Gonzalo Fernández de Córdoba, un capità que havia destacat en la Guerra de Granada (1482-1492) i que també ho faria en aquesta, al final de la qual rebria el sobrenom de Gran Capità per l'èxit aconseguit en una contesa a priori molt desfavorable per a ell. Ell mateix va reclutar homes a Cartagena, la majoria amb experiència en les recents guerres contra Granada i Portugal. Mentre es preparava el gruix de l'expedició va partir una avançada al comandament del comte de Trivento, que en arribar a la zona en conflicte es va unir a les tropes sicilianes d'Hug de Cardona ja les del rei Ferran per conquerir Reggio (4 de maig).
El 24 maig 1495 Gonzalo de Còrdova va arribar a Messina i dos dies després va creuar l'estret, desembarcant a Calàbria amb 2.000 infants i 300 genets lleugers. Va establir el seu quarter general a la fortalesa de Reggio i va ocupar amb petites guarnicions les places cedides per Ferran el Rei Catòlic. El militar espanyol tindria davant l'escocès Bérault Stuart, senyor d'Aubigny, designat per Montpensier per a ocupar la Calàbria, i que comptava amb major nombre de soldats.
Després d'avaluar la situació, Còrdova va comprendre que no era convenient combatre en camp obert amb el seu rival, ja que en aquesta circumstància l'experimentada i eficaç cavalleria pesant gal·la era molt superior a les tropes espanyoles. No obstant això aquestes eren notablement hàbils en la guerra de guerrilles (que havien practicat recentment a Granada): escaramusses, emboscades, atacs per sorpresa, nocturns, etc. Aquesta seria, doncs, la tàctica que va portar a terme Còrdova, que es va veure afavorida a més per executar-se en terrenys escarpats. A més d'aquest assetjament, els espanyols també van emprar amb èxit l'artilleria, que va donar els seus fruits amb les conquestes de Fiume i Santa Àgata. A elles se sumaria després la de Seminara (6 de juny), aconseguida amb ajuda d'una insurrecció popular.
Abans d'iniciar operacions més ambicioses (que esperava escometre amb un futur reforç de 1.500 infants), Gonzalo de Còrdova va continuar amb la seva tàctica de desgast de l'enemic, alhora que consolidava les posicions preses, procurant no perdre el contacte amb Sicília i no allargar en excés les línies de subministraments. Per la seva banda Stuart va agrupar les seves forces, a les quals es van sumar, arribades des de la Basilicata, les dels germans François i Ivo D'Allegre, i va marxar des de Terranova amb intenció de capturar Seminara o Tropea. Després va incitar Ferran a presentar batalla, el va titllar de covard i pregonà l'acusació per tota la comarca.

Moviments previs a la batalla de Seminara.

El 28 de juny de 1495 l'escocès es trobava per la rodalia de Seminara. Còrdova desaconsellà rotundament al jove monarca napolità anar a la provocació. Però aquest, impulsiu i ferit en el seu orgull, i il·lusionat amb les revoltes populars antifranceses que s'estaven donant en diferents llocs (inclosa la capital) del seu regne, estava decidit a lluitar en aquella ocasió. I en qualitat de comandament suprem, va ordenar a l'espanyol (al costat dels seus homes) que el secundés a la imminent batalla.
L'enfrontament es va dirimir al costat d'un tram franquejable del riu Petracos, les ribes ocupaven els respectius contrincants. Va prendre la iniciativa la cavalleria pesant gal·la creuant les aigües. Davant d'ella hi havia els genets lleugers espanyols, els quals, ni per les seves condicions ni per experiència bèl·lica amb enemics d'aquestes característiques en camp obert, podien afrontar amb èxit un xoc frontal amb ells. Cavalcaren llavors " a la morisca ", amb successius atacs i retorns davant dels seus oponents, als que van aconseguir contenir momentàniament. No obstant això, un d'aquests replecs va ser interpretat per la inexperta i nerviosa infanteria napolitana com l'inici d'una fugida definitiva, i va abandonar el camp de batalla, deixant així a l'exèrcit aliat en clar desavantatge. La retirada es va fer aleshores inevitable, però per executar ordenadament i evitar mals majors, la infanteria espanyola, al comandament de Còrdova, va haver de sacrificar-se al màxim. Finalment, D'Aubigny va donar per bo el resultat i va deixar marxar als hispano-napolitans, que es van refugiar temporalment a Seminara.

### Contraofensiva aliada
Ferran va anar a Messina i Gonzalo de Còrdova es va establir a Reggio, que gaudia de la protecció de la potent flota aragonesa. De la recent derrota el capità espanyol va extreure els ensenyaments necessaris per afrontar el millor possible la resta de la campanya. Desestimar definitivament un enfrontament obert amb els francesos i va fer modificacions en la composició i tàctiques de combat de les seves tropes. Substituir als ballesters per arcabussers, va reduir el nombre de genets lleugers per donar més rellevància a la infanteria, a la qual va dotar d'una nova organització mitjançant  coronelies, i va configurar unitats de cavalleria pesant que, encara que amb pocs components, tinguessin major eficàcia tàctica. A això se sumava l'ús intensiu de l'artilleria per a la presa de fortaleses.
Pel que fa a l'immediat, els espanyols van tornar a la guerra irregular, de desgast i fustigació de l'enemic, que com a conseqüència es va atrinxerar en les seves posicions. Ara, a més, comptaven aquells amb el nouvingut reforç de 1.500 peons gallecs. Al mateix temps, Còrdova va iniciar una sèrie de conquestes de petites places secundàries mitjançant les quals va envoltar als exèrcits de D'Aubigny: Fiume de Muro, Calen, Bagnara, Terranova, Sinopolis, Mellicota, Nicotero, Melito, Tropea, Pizzo, Maida i Nicastro. En aquesta última s'assentaria seu campament d'hivern.
Mentrestant, Ferran va desembarcar a Nàpols, i mitjançant una insurrecció popular es va apoderar de la ciutat (7 juliol 1495), i de la mateixa manera, també de Càpua, Aversa i Aquila. Montpensier es va retirar cap al nord, reagrupar les seves forces i es va establir a Atella.
El Príncep de Bisignano, senyor de Morano, va agrupar sota el seu lideratge a tots els elements angevins de la comarca, i va preparar una emboscada a Còrdova i els seus homes, que des de Castrovillari havien partit a unir-se al rei Ferran. No obstant això, els observadors espanyols van descobrir el parany prop de Morano. D. Gonzalo va simular no tenir coneixement d'això en arribar al lloc en qüestió, però alhora manava envoltar als emboscats, frustrant així els plans de Bisignano i derrotant després amb facilitat. A continuació va conquerir la vila i el castell de Morano.
Després d'aquestes victòries, el capità espanyol va decidir marxar cap a Atella, en la rodalia es trobaven les tropes de Ferran i de la Lliga, i agrupar-se amb elles. Ho va considerar una bona opció, tot i saber del risc que comportava deixar D'Aubigny a l'esquena, amb l'amenaça que això suposava per a les posicions conquerides a la Baixa Calàbria.

#### Presa d'Atella
Al campament aliat pròxim a Atella van rebre a Gonzalo de Còrdova, a més del sobirà de Nàpols, Francesc Gonzaga i Cèsar Borja, al capdavant dels seus respectius soldats. Aquesta força combinada, tot i ser molt poderosa, no aconseguia doblegar als francesos, que se situaven en Atella i en diversos destacaments voltants a ella. Després d'avaluar la situació, al senyor Gonzalo li van cridar l'atenció uns molins mitjançant els quals els assetjats obtenien aigua i farina, la qual cosa els permetia perllongar per més temps el setge, a l'espera d'una possible arribada d'auxilis exteriors. Es va fixar llavors com a primer objectiu privar a l'enemic dels beneficis d'aquests molins, que eren custodiats per piquers suïssos i ballesters i arcabussers gascons.
A l'enfrontament de l'1 de juliol de 1496, els rodellers espanyols van carregar amb gran força contra els esmentats defensors, fent retrocedir desordenadament. La cavalleria lleugera hispana els va tallar la retirada, i pràcticament van ser aniquilats. Va sortir llavors de la ciutat la cavalleria pesant gal·la, i el Gran Capità reagrupar totes les seves forces per fer-hi front. Després d'un nou xoc, aquella va ser cedint terreny, i finalment va optar per refugiar-se a la ciutat, aconseguint així els espanyols apoderar-se dels molins.
En els dies següents els aliats van prendre la resta de posicions enemigues circumdants a Atella, entre elles les fortaleses de Ripacandida i Venosa. Estret llavors al màxim el setge, i privats d'aliments dels assetjats, Montpensier es va rendir al cap de poc temps. François D'Allegre, esperant encara poder rebre reforços, va acordar una treva de 30 dies, al cap dels quals també va capitular. Els 5.000 homes que van sortir de la ciutat van haver de recórrer 100 quilòmetres fins al Golf de Nàpols, on havien d'embarcar cap a França, i van patir una epidèmia de pesta que assolava la regió. Alguns van haver de tornar a peu. Finalment, només sobreviure aproximadament una desena part d'ells. La malaltia va afectar el propi Montpensier, que moriria més tard a causa d'ella.
D'Aubigny, que va quedar aïllat al sud de la península, també es va rendir a Còrdova. Posteriorment van fer el mateix els prínceps de Salern i Bisignano. En premi al seu bon fer, el militar espanyol va ser nomenat Virrei de Calàbria.

## Fase final
El jove Ferran II de Nàpols va morir sense hereus el 7 de setembre de 1496. Tot i que Ferran el Catòlic, a través de la seva germana Joana de Nàpols, li va recordar al Papa Alexandre VI els seus drets al tron, aquest va decidir prendre partit per l'oncle del difunt, Frederic III de Nàpols. El nou monarca, francòfil i emparentat amb Carles VIII, va voler canviar la política del regne i va obtenir el suport dels angevins que abans havien combatut al seu nebot. El rei Catòlic i el Gran Capità no es van precipitar, i van tractar d'obrar amb prudència. Mentre el primer aparentava acceptar la decisió del pontífex amb tranquil·litat, el segon anava consolidant a poc a poc el control militar sobre el terreny (per a això va rebre més soldats), i procurava evitar friccions amb els nobles italians.

### Setge d'Òstia
El 14 de gener de 1497, l'exèrcit del Papa al comandament del seu fill Joan, és derrotat a Soriano pels Orsini. La seva situació es va complicar quan Menaldo Guerri, un corsari biscaí al servei dels francesos, va prendre el control d'Òstia. A través del port d'aquesta ciutat arribaven habitualment els proveïments a Roma, que ara es veia privada d'ells. Cap a febrer, la situació derivada d'aquesta mancança era molt preocupant, i per això Alexandre VI va sol·licitar la presència del Gran Capità. Aconsellat per Joana de Nàpols, el militar, que estava dirigint llavors la conquesta de Rocca Guglielmo, va postergar aquesta operació i va anar a Roma. Després d'entrevistar-se amb el pontífex, es va desplaçar a Òstia amb 1.500 rodellers, 300 genets lleugers i unes poques peces d'artilleria, a més d'un reforç addicional al comandament de l'ambaixador espanyol a Roma Garcilaso de la Vega.
L'enemic s'atrinxera en el castell de la ciutat, que Còrdova va envoltar del tot preveient la possibilitat d'un setge prolongat, per assegurar que la conclusió no fos altra que la presa o la rendició de la plaça. Després de tres dies d'intensos bombardejos combinats amb enèrgics intents d'assalt, els defensors continuaven resistint. Llavors el comandant espanyol va analitzar minuciosament els punts febles de la fortalesa i la seva guarnició, i preparar un pla per a la seva conquesta definitiva. El 9 de març l'artilleria va obrir foc contra un llenç esquerdat (orientat cap a Roma) de la muralla. Quan es va ensorrar, va deixar un buit pel qual es van disposar a penetrar els atacants. Gairebé tots els defensors van anar a tancar la bretxa, moment que va aprofitar una altra capitania per iniciar l'assalt pel costat oposat, acorralant als homes de Guerri i facilitant el triomf final.
Sis dies després, els vencedors, exhibint captiu al corsari, van desfilar per la  Ciutat Eterna, aclamats pels seus habitants. El Papa va rebre cerimonialment al Gran Capità, a qui va concedir la Rosa d'Or, màxima condecoració pontifícia.

### Últims episodis
Després de reprendre amb èxit l'atac a Rocca Guglielmo, Còrdova es va retirar a descansar a Nàpols, on va ser complimentat per la població i el propi rei Frederic de Nàpols, que li va fer entrega dels ducats de Terranova i Mont Santangelo.
Des d'agost de 1497, Antonello Sanseverino, príncep de Salern, amb el suport dels comtes de Llúria i Capaccio, va iniciar una revolta contra Fadrique a Calàbria. Es va fer forta a Diano, on va anar el Gran Capità al capdavant de 500 espanyols i altres tants alemanys al servei del monarca napolità. La situació va culminar amb la detenció dels líders insurgents.
El 7 abril 1498 Carles VIII va morir a causa d'un accident. El va succeir Lluís XII, duc d'Orleans, que va començar converses de pau amb Ferran el Catòlic, que van culminar amb la signatura del Tractat de Marcoussis (5 d'agost del 98).
Acabat oficialment el conflicte entre Espanya i França, Frederic III de Nàpols va voler negociar amb el rei Ferran el Catòlic la possessió de les places calabreses que el seu nebot havia lliurat al sobirà espanyol a l'inici de la campanya. Aquest, encara que va discutir (a través de Còrdova) llargament l'assumpte amb ell, no va cedir finalment a les seves peticions, i les guarnicions espanyoles van romandre al sud d'Itàlia. Aquesta desavinença va provocar que es trenquessin les relacions amb Nàpols. D'altra banda, la Lliga es va desfer quan Roma i Venècia van buscar pel seu compte un acostament a França.